# Voznesenske, Cernihiv
Voznesenske (în ucraineană Вознесенське) este un sat în comuna Novoselivka din raionul Cernihiv, regiunea Cernihiv, Ucraina.

## Demografie
Componența lingvistică a localității Voznesenske
     Ucraineană (96,88%)
     Rusă (2,6%)
     Alte limbi (0,35%)
Conform recensământului din 2001, majoritatea populației localității Voznesenske era vorbitoare de ucraineană (96,88%), existând în minoritate și vorbitori de rusă (2,6%).